# Juha Sipilä
Juha Sipilä (/ˈjuhɑ ˈsipilæ/), né le 25 avril 1961 à Veteli, est un homme d'État et homme d'affaires finlandais, membre du Parti du centre (Kesk).
Député de la circonscription d'Oulu depuis 2011, il est élu à la présidence de son parti en 2012. Trois ans plus tard, en 2015, celui-ci devient le premier parti du pays à l'issue des élections législatives. Il forme alors un gouvernement de coalition avec les conservateurs et la droite populiste, qui dure jusqu’au 8 mars 2019.
Sur demande du Président de la République, son gouvernement assure l'intérim jusqu'aux élections du 14 avril 2019,.

## Biographie
Il obtient une maîtrise universitaire ès sciences de technologie en 1986 à l'université d'Oulu. Il travaille ensuite dans le secteur privé jusqu'en 2011. Sa carrière d'homme d'affaires le rend millionnaire.

### Engagement politique
Lors des élections législatives du 17 avril 2011, il est élu député à la Diète nationale dans la circonscription d'Oulu. Il devient alors deuxième vice-président du groupe parlementaire centriste, désormais dans l'opposition, puis président de la commission de la Croissance durable.
À l'occasion du congrès du Kesk, il se présente le 9 mai 2012 à la présidence du parti qu'occupe alors l'ex-Premier ministre Mari Kiviniemi, démissionnaire après les défaites successives de la formation centriste. Il l'emporte au second tour, par 1 251 voix contre 872, face au député Tuomo Puumala.

### Premier ministre
Lors des élections législatives du 19 avril 2015, le Parti du centre se place en tête avec 21,1 % des voix et obtient 49 députés sur 200. Sipilä est alors pressenti pour former le prochain gouvernement. Le 28 avril, il est élu président de la Diète nationale par ses pairs députés.
Le 28 mai, le Parlement approuve par 128 voix pour et 62 contre la composition du nouveau gouvernement de coalition tripartite regroupant le Parti du centre, les Vrais Finlandais (PS) et le Parti de la coalition nationale (Kok). Juha Sipilä et son cabinet prennent leurs fonctions le lendemain.
Le gouvernement de Juha Sipilä doit lutter contre les mauvaises performances économiques de la Finlande, causées selon Paul Krugman et d'autres analystes par les contraintes de son appartenance à la zone euro et les répercussions de la crise de la dette européenne,, mais aussi par le déclin de l'industrie du papier, la chute de Nokia et une diminution des exportations en direction de la Russie,.
La coalition gouvernementale présente une feuille de route nettement pro-austérité, promettant une réduction des coûts de main-d'œuvre et de diminution de 10 % des dépenses publiques. Cette politique a été controversée, en particulier les réductions des dépenses d'éducation considérées comme une menace pour le système d'éducation publique réussi de la Finlande,. Ces mesures d'austérité ont été en partie mises en œuvre sous la pression de la Commission européenne, qui a exhorté la Finlande à améliorer son adhésion au Pacte de stabilité et de croissance et à réformer son marché du travail pour améliorer sa compétitivité. Le 22 juillet 2015, Sipilä annonce l'engagement de son gouvernement de réduire les coûts salariaux finlandais de 5 % d'ici 2019, une décision causée par la perte de la Finlande de sa capacité à dévaluer sa monnaie pour stimuler sa compétitivité. Pour ce faire, il prévoit une réduction des congés payés dans le secteur public, des baisses dans les compensations pour le paiement des heures supplémentaires et des arrêts maladie et une réduction de la durée des indemnisations chômage.
Le secteur de l'éducation est particulièrement touché. Les frais de scolarité pour les jardins d'enfants publics et les activités périscolaires augmentent, de même que le nombre d'élèves par classe, tandis que des dizaines d'écoles sont fermées. Le secteur universitaire est également touché par les fermetures et les fusions. Dans le même temps, les allocations de chômage et le soutien aux services de recherche d'emploi sont réduis. Des économies sont également réalisées sur le logement, les retraites et les prestations familiales. Le gouvernement Sipilä favorise également la décentralisation des négociations salariales en réduisant le pouvoir des syndicats, ce qui contribue à faire pression sur les salaires.
En juin 2016, il modifie le code du travail dans l'objectif d'accroître la compétitivité des entreprises. Les salaires des fonctionnaires sont réduits pendant les jours de congés, les heures supplémentaires et le travail dominical seront moins payés et les cotisations sociales des salariés sont augmentées. En revanche, les cotisations patronales sont réduites.
Les réformes ont été impopulaires et conduisent en 2015 à la plus grande grève depuis 1986. En mars 2016, des tracteurs d'agriculteurs venus de tout le pays ont envahi les rues d'Helsinki. En janvier 2018, une grève contre la réforme de l'assurance chômage a de nouveau paralysé le pays.
Le 12 juin 2017, il annonce avoir demandé au président de la République Sauli Niinistö de mettre fin aux fonctions de l'exécutif, après avoir constaté son incapacité à travailler avec le nouveau président des PS, Jussi Halla-aho.

### Vie privée
Il se marie en 1981 avec Minna-Maaria ; cinq enfants naissent de cette union. Son plus jeune fils, Tuomo, décède le 18 février 2015 des suites d'une intervention chirurgicale, au cours de la campagne législative. Il a également quatre petits enfants et vit à Kempele, en Ostrobotnie du Nord. Il propose en septembre 2015 d'héberger des migrants dans sa maison de campagne, afin de désaturer les centres d'asile. En février 2016, il renonce à cette proposition en invoquant des raisons de sécurité.